# Viaduc Salinello
Le viaduc de Salinello (en italien viadotto Salinello) est un pont autoroutier de l'autoroute A14 situé à proximité de Tortoreto et Mosciano Sant'Angelo, dans le nord de la province de Teramo, dans les Abruzzes (Italie).

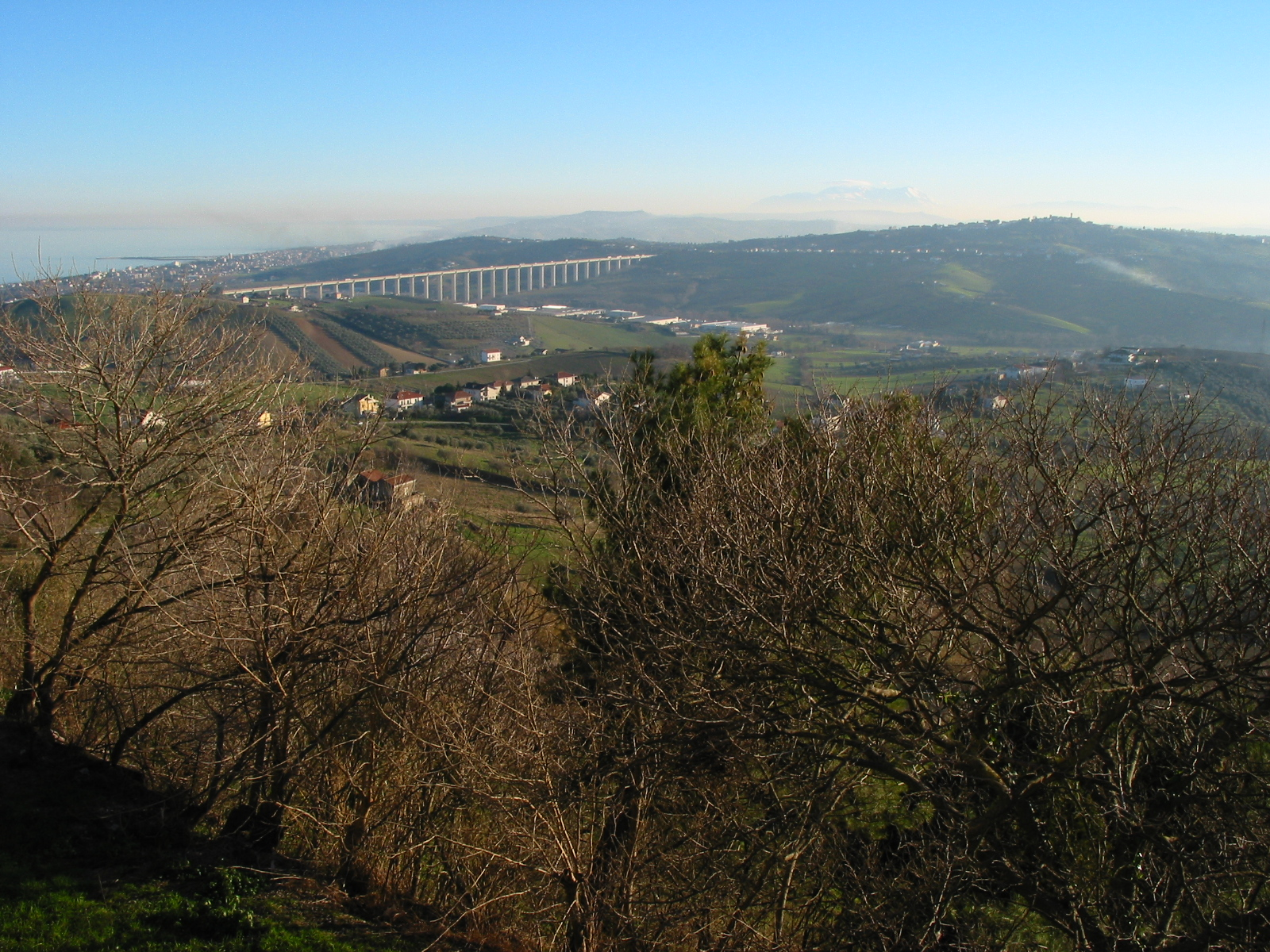
Vue d'ensemble du viaduc.

Le haut viaduc a souvent été le théâtre de suicides, même après l'installation d'un filet de protection spécial en 2011,.
Le pont est le plus haut ouvrage de la province derrière le viaduc de Sente.